# Capronia moravica
Capronia moravica är en lavart som först beskrevs av Franz Petrak, och fick sitt nu gällande namn av E. Müll., Petrini, P.J. Fisher, Samuels & Rossman 1987. Capronia moravica ingår i släktet Capronia och familjen Herpotrichiellaceae.   Inga underarter finns listade i Catalogue of Life.